# Triaxomera puncticulata
Triaxomera puncticulata är en fjärilsart som beskrevs av Miyamoto et al. 2002. Triaxomera puncticulata ingår i släktet Triaxomera och familjen äkta malar. Inga underarter finns listade i Catalogue of Life.